# Esmeralda (Chile)
Esmeralda es una localidad chilena, ubicada en la comuna de Rengo, en la región de O'Higgins. Ubicada a 8,5 km en línea recta al norponiente de Rengo, contaba con una población de 2 766 habitantes en 2017.
Esmeralda se emplaza en medio del territorio agrícola de la comuna de Rengo que se conforma al oeste de la Ruta 5, sobre la Ruta H-50 que conecta a la localidad de Rosario con Quinta de Tilcoco. Destacan sus casas patronales con jardines a la orilla del camino.
En la década de 1960, el lugar era una gran hacienda, que se loteó dentro del proceso de reforma agraria en cuarenta subdivisiones, las que se entregaron a personas de otros lugares que se instalaron en la zona, razón por la cual originalmente se le denominó al sitio «Colonia Esmeralda».
El sector productivo se desarrolla fundamentalmente a través de la actividad agroindustrial, concentrada en los sectores periféricos de la localidad, evitando generar problemas en el funcionamiento interno de la misma. En cuanto a servicios, cuenta con iglesia, escuela básica y una posta de atención primaria de salud, la que atiende además a personas de lugares vecinos como Los Gomeros, Apalta, Camarico, El Delirio, San Jorge, Santa Isabel y Naicura.